# Tiergarten Walding
Tiergarten Walding (“Walding Zoo”), är en privatägd liten djurpark lokaliserad till en kulle i byn Walding, i distriktet Urfahr-Umbebung i det österrikiska förbundslandet Oberösterreich.

## Historia
Djurparken grundades av familjen Mair på 1960-talet på en bondgård och gästgiveri i Pasching, nära staden Linz.  
1977 flyttade man med alla djur till en bondgård i byn Walding, och 1979 fick man tillstånd för att driva en djurpark. 
Sedan Karl Mair avlidit 1988 och Maria Mair avlidit 1992 har dottern Angela Mair drivit djurparken.
Bland de olika djurarterna som hålls är de populäraste gibbon, leopard, lejon, ozelot, sebra, serval, tiger och flera arter av fåglar.
Djurparken har en veterinär som bor i byn, vilken tillser de medicinska frågorna av djurhållningen.

## Elefanterna Bimbi och Mary
Tidigare fanns i parken också två asiatiska elefanter, Bimbi och Mary, som ägaren Angela Mair fått 1971 och 1972 i födelsedagspresent av sina föräldrar.  Fru Mair skötte själv, med hjälp av Bianca Brandstätter och Doris Scheftner, elefanterna i många år, och lät även barn rida på dem.
Mary avled i Walding i mars 2013, och Bimbi avled året därpå, i april 2014. 

## Bimbi-Land
Efter att de båda elefanterna avlidit, kvarlämnade de efter sina år i djurparken en stor saknad, och deras stall utgör idag ett minne över deras tid. I deras tidigare utehägn planeras en speciell pedagogisk lekplats för barn, Bimbi-Land vilken tillägnas minnet av de båda elefanterna som levde i parken under 42 år, där möjligheter ges för barnen att komma nära djur, beröra dem och samtidigt lära sig mer om djur.